# Terra Roxa (kommun i Brasilien, São Paulo, lat -20,76, long -48,37)
Terra Roxa är en kommun i Brasilien.   Den ligger i delstaten São Paulo, i den sydöstra delen av landet, 600 km söder om huvudstaden Brasília. Antalet invånare är 8 505.
Följande samhällen finns i Terra Roxa:
- Terra Roxa

Trakten runt Terra Roxa består till största delen av jordbruksmark. Runt Terra Roxa är det ganska tätbefolkat, med 80 invånare per kvadratkilometer.